# Петроковська губернія
Петроковська губернія (пол. Gubernia piotrkowska) — історична адміністративно-територіальна одиниця, одна з губерній Царства Польського в складі Російської імперії.
Існувала з 1867 по 1917 рік.
Губернське місто — Петроков (Петркув-Трибунальські (пол. Piotrków Trybunalski)).

## Історія
Губернія створена 1867 року з частин Варшавської, Каліської і Келецької губерній. Площа 10810 верст². Великі міста — Лодзь, Ченстохова, Петроков (Петркув-Трибунальські (пол. Piotrków Trybunalski)).

## Адміністративний поділ
З 1867 по 1917 роки губернія поділялася на 8 повітів :
| № | Повіти         | Повітове місто             | Площа, верст² | Населення (1897), мешк. |
| - | -------------- | -------------------------- | ------------- | ----------------------- |
| 1 | Бендинський    | Бендин (23 757 мешк.)      | 1 200,6       | 244 433                 |
| 2 | Брезинський    | Брезини (7 648 мешк.)      | 981,6         | 99 625                  |
| 3 | Ласький        | Ласьк (4 229 мешк.)        | 1 232,7       | 117 685                 |
| 4 | Лодзинський    | Лодзь (314 020 мешк.)      | 825,1         | 430 305                 |
| 5 | Новорадомський | Новорадомск (12 392 мешк.) | 1 856,8       | 129 839                 |
| 6 | Петроковський  | Петроков (31 182 мешк.)    | 1 834,3       | 153 687                 |
| 7 | Равський       | Рава (6 412 мешк.)         | 1 141,4       | 69 573                  |
| 8 | Ченстоховський | Ченстохов (45 045 мешк.)   | 1 690,9       | 158 754                 |

## Водні ресурси
Основні річки: басейну Вісли — Пилиця, Одера — Варта та ін.